# Лешу (комуна)
Лешу (рум. Leșu) — комуна у повіті Бистриця-Несеуд в Румунії. До складу комуни входять такі села (дані про населення за 2002 рік):
- Лешу (1779 осіб) — адміністративний центр комуни
- Лунка-Лешулуй (1216 осіб)

Комуна розташована на відстані 336 км на північ від Бухареста, 27 км на північний схід від Бистриці, 105 км на північний схід від Клуж-Напоки.

## Населення
За даними перепису населення 2002 року у комуні проживали 2995 осіб. Усі жителі комуни рідною мовою назвали румунську.
Національний склад населення комуни:
| Національність | Кількість осіб | Відсоток |
| -------------- | -------------- | -------- |
| румуни         | 2993           | 99,9%    |
| цигани         | 2              | 0,1%     |

Склад населення комуни за віросповіданням:
| Релігія            | Кількість осіб | Відсоток |
| ------------------ | -------------- | -------- |
| православні        | 2816           | 94,0%    |
| греко-католики     | 66             | 2,2%     |
| п'ятдесятники      | 51             | 1,7%     |
| адвентисти         | 44             | 1,5%     |
| не релігійні       | 14             | 0,5%     |
| римо-католики      | 2              | 0,1%     |
| баптисти           | 1              | < 0,1%   |
| не вказали релігію | 1              | < 0,1%   |